# پرسی کمپ
پرسی کمپ (به فرانسوی: Percy Kemp) نویسنده قرن بیستم میلادی اهل فرانسه است.